# Janusz Młodszy
Janusz der Jüngere (poln. Janusz Młodszy; * um 1382; † 18. Oktober 1422) war ein Prinz in Masowien. Er entstammte dem Adelsgeschlecht der masowischen Piasten.

## Leben
Janusz der Jüngere war der Sohn von Herzog Janusz dem Älteren († 1429) und der litauischen Prinzessin Danuta Anna. Er war als ältester Sohn Thronfolger in Masowien und wurde an den polnischen Königshof in Krakau geschickt. Im Jahr 1400 heiratete er dort Katarzyna Melsztyńska, die reiche Tochter von Spytek Melsztyński, der 1399 in der Schlacht an der Worskla gefallen war. Janusz der Jüngere verstarb vor seinem Vater ohne sein Erbe in Masowien angetreten zu haben.

## Ehe und Familie
Janusz war mit Katarzyna Melsztyńska verheiratet. Die Ehe blieb kinderlos. Sein Erbe in Masowien trat nach dem Tod seines Vaters sein Neffe Bolesław IV. an.